# Rhizocarpon advenulum
Rhizocarpon advenulum är en lavart som först beskrevs av Leight., och fick sitt nu gällande namn av Hafellner & Poelt. Rhizocarpon advenulum ingår i släktet Rhizocarpon och familjen Rhizocarpaceae.   Inga underarter finns listade i Catalogue of Life.